# Bataille de Yongjiazhen
 (janvier 2020).
Si vous disposez d'ouvrages ou d'articles de référence ou si vous connaissez des sites web de qualité traitant du thème abordé ici, merci de compléter l'article en donnant les références utiles à sa vérifiabilité et en les liant à la section « Notes et références ».
Guerre civile chinoise
La bataille de Yongjiazhen (雍家镇战斗) a eu lieu directement après la fin de la Seconde Guerre mondiale dans la région de Yongjiazhen (雍家镇) dans l'Anhui central, en Chine,  entre les forces des Communistes et celles du Kuomintang recrutées parmi d’anciens collaborationnistes avec l’envahisseur japonais. La bataille fait partie de la guerre civile chinoise, et fut une victoire totale de l’Armée populaire de libération.

## Ordre de combat

### Nationalistes
- Deux bataillons de la Quatrième Division
- Un bataillon du régiment d’auto-défense du comté
- Un régiment et un bataillon de la Seconde Division

### Communistes
- La Septième Colonne de la Nouvelle Quatrième Armée
- La Dix-Neuvième Brigade
- Un régiment indépendant

## Bataille
Le 16 août 1945, les Communistes décident de prendre de force Yongjiazhen dans l’Anhui oriental devant le refus de se rendre des deux bataillons de la Quatrième Division Nationaliste et de leurs alliés japonais. Les 55e et 56e Régiments de la 19e Brigade communiste, assistés par la Septième Colonne, lancent leur assaut sur la ville à l’aube; au soir, la ville est sous contrôle communiste. 900 Nationalistes et Japonais sont tués, et les Communistes s’emparent de trois mitrailleuses, d’un mortier de 60 mm et de plus de 100 fusils. 
Quelques jours plus tard, le 19 août, la 19e Brigade (assistée par un régiment indépendant pro-Communiste) lance un assaut sur Yuncao dans le Comté de Hanshan (à l’ouest de Yongjiazhen), gardé par un régiment et un bataillon de la Seconde Division nationaliste. La brigade prend la ville, après avoir défait ses défenseurs et les renforts nationalistes. 1300 Nationalistes et 21 Japonais sont tués dans l’affrontement. Les Communistes capturent 98 Nationalistes et 21 Japonais, ainsi que trois pièces d’artillerie, six mitrailleuses lourdes, plus de vingt mitrailleuses légères et 700 fusils.

## Résultat
Comme de nombreuses autres escarmouches après la fin de la Seconde Guerre mondiale entre les Communistes et le Kuomintang, ce combat démontre le manque d’efficacité des tentatives de Tchang pour régler simultanément le problème des Seigneurs de la Guerre et des Communistes. Bien que le pouvoir des Seigneurs de Guerre est affaibli lorsque leurs forces sont anéanties par les Communistes, chaque victoire nationaliste se solde par des retombées politiques négatives dues à leur collusion avec les Japonais.